# Очеретянка непальська
Очеретянка непальська (Horornis flavolivaceus) — вид горобцеподібних птахів родини Cettiidae.

## Поширення
Вид поширений центральному та південному Китаї, на півночі М'янми та В'єтнаму, у Непалі, Бутані, на півночі Індії, в Лаосі і Таїланді, а також може траплятися на північному сході та південному сході Бангладеш. Його природними середовищами існування є субтропічні або тропічні гірські тропічні ліси, луки та чагарники.

## Опис
Тіло завдовжки від 12 до 13,5 см, вага від 6 до 10 грамів.

## Спосіб життя
Мешкає у густих лісах. Полює на дрібних комах у підліску і на землі. Гніздиться з травня по серпень.

## Підвиди
- Horornis flavolivaceus flavolivacea (Blyth, 1845) — Гімалаї (північ і центральна Індія до півдня Китаю);
- Horornis flavolivaceus stresemanni (Koelz, 1954) — Північно-Східна Індія (штат Мегхалая);
- Horornis flavolivaceus alexanderi (Ripley, 1951) — Північно-Східна Індія (Нагаленд, Маніпур та Мізорам);
- Horornis flavolivaceus weberi (Mayr, 1941) — західна М'янма;
- Horornis flavolivaceus intricata (E. J. O. Hartert, 1909) — північна та східна М'янма, південний Китай;
- Horornis flavolivaceus oblita (Mayr, 1941) — північний Лаос, північно-західний В'єтнам.